# Tetrodotoksyna
Tetrodotoksyna – wielofunkcyjny związek chemiczny, silna trucizna znajdująca się w ciele niektórych gatunków ryb rozdymkokształtnych, w tym w rybach fugu wykorzystywanych w kuchni japońskiej. Jej działanie polega na blokowaniu kanałów sodowych komórek nerwowych. Powstaje przy udziale bakterii symbiotycznych, ale mechanizmy wyzwalające jej produkcję, transport i kumulację w ciele ryby nie zostały poznane.

## Zatrucie
Tetrodotoksyna jest bardzo silną neurotoksyną powodującą przerwanie przekaźnictwa elektrycznego w nerwach poprzez przyłączanie się do białek kanałów sodowych w błonach komórek nerwowych. Tetrodotoksyna jest bardzo stabilnym związkiem chemicznym. Nie rozkłada się podczas gotowania. Nie przechodzi też przez barierę krew-mózg, co sprawia, że ofiara zostaje sparaliżowana, ale jest całkowicie przytomna.
Jeżeli przyjęta dawka trucizny jest śmiertelna, pojawia się postępujący paraliż mięśni. Innymi objawami są zawroty głowy, wyczerpanie, ból głowy, nudności i problemy z oddychaniem. 50–80% ofiar umiera w ciągu 4–24 godzin. Zatruty jest przez większość czasu przytomny, ale nie może się ruszać ani mówić, wkrótce zaś także oddychać. Umiera uduszony. Jeśli ofierze uda się przetrwać 24 godziny, zwykle całkowicie odzyskuje zdrowie.
Nie ma żadnej znanej odtrutki, leczenie polega na płukaniu żołądka, podaniu węgla aktywnego w celu związania toksyny i podjęcia standardowych czynności podtrzymujących życie, aby umożliwić pacjentowi przeżycie do chwili, gdy działanie trucizny minie. Japońscy toksykolodzy w kilku ośrodkach badawczych pracują obecnie nad wynalezieniem antidotum na tetrodotoksynę.

## Farmakologia
Tetrodotoksyna wykazuje silne działanie przeciwbólowe i była badana jako potencjalny lek wspomagający leczenie uzależnień od heroiny i opiatów (Tetrodin) przez firmę WEX Pharmaceuticals. W roku 2005 ukończono fazę IIa badań klinicznych i ze względu na słabą skuteczność substancji dalsze badania zostały zaniechane.